# Hästens
Hästens Sängar AB er en svensk producent af senge, madrasser, puder og sengetøj.
Virksomheden blev etableret af Pehr Adolf Janson i 1852 som en producent af sadler. David Janson ændrede i begyndelsen af 1900-tallet virksomhedens fokus, således at de begyndte at producere senge. I 1952 begyndte de at levere senge til det svenske kongehus. Virksomheden er fortsat familiejet og har hovedkvarter i Köping, Västmanland, hvor alle senge fremstilles.